# Cheile Piatra Bălții
Cheile Piatra Bălții este o arie protejată de interes național ce corespunde categoriei a IV-a IUCN (rezervație naturală de tip geologic), situată în vestul Transilvaniei, pe teritoriul județului Alba.

## Localizare
Aria naturală se află în partea central-vestică a Munților Trascăului (pe cursul mijlociu al Văii Geogelului), pe teritoriul administrativ al comunei Râmeț, în sud-vestul satului Cheia, în imediata apropiere a drumului comunal DC62 care străbate localitatea.

## Descriere
Rezervația naturală a fost declarată arie protejată prin Legea Nr.5 din 6 martie 2000, privind aprobarea Planului de amenajare a teritoriului național - Secțiunea a III-a - zone protejate și are o suprafață de 2 ha.
Aria protejată reprezintă o zonă de chei formată din două abrupturi calcaroase atribuite jurasicului, cu pereți verticali tăiați de apele cursului mijlociu al Văii Mogoșului. La nivelul albiei râului, sunt formate mai multe marmite, unde, în perioada secetoasă băltește apa, de unde și denumirea rezervației de Cheile de la Piatra Bălții.
Vegetația zonei este alcătuită din păduri ce au în componență arboret cu specii de fag (Fagus sylvatica), în amestec cu gorun (Quercus petrea), iar la nivelul ierburilor specii floristice de pajiște și stâncărie.